# Aegithinidae
Las ioras  o aegitínidos (Aegithinidae) son una pequeña familia de aves paseriformes, cuyos miembros viven en el subcontinente indio y el sudeste asiático. Es una de las dos únicas familias de aves endémicas de la ecozona indomalaya. Se compone únicamente de un género, Aegithina, que contiene cuatro especies. Anteriormente sus miembros estaban agrupados con verdines dentro de la familia Irenidae.
Estos pájaros similares a los bulbules (Pycnonotidae) habitan en los bosques abiertos o matorrales espinosos. Presentan dimorfismo sexual, con coloraciones de los machos mucho más llamativas que en los bulbules, con plumajes verdes y amarillos brillantes.
Las ioras se alimentan principalmente de insectos y arañas. Ponen de 2 a 3 huevos en nidos sobre árboles.

## Especies de Aegithinidae
- Aegithina tiphia - iora común;
- Aegithina nigrolutea - iora coliblanca;
- Aegithina viridissima - iora verde;
- Aegithina lafresnayei - iora grande.